# Ignác Alpár
Pour les articles homonymes, voir Alpar.
Dans le nom hongrois Alpár Ignác, le nom de famille précède le prénom, mais cet article utilise l’ordre habituel en français Ignác Alpár, où le prénom précède le nom.
Ignác Alpár (17 janvier 1855, Pest — 27 avril 1928, Zurich) est un architecte hongrois.

## Carrière
Ignác Alpár commence sa carrière comme tailleur de pierre et travaille pour l'architecte hongrois Alajos Hauszmann. Après des études à Berlin, il revient à Budapest où il travaille pour Imre Steindl, l'architecte du parlement, et Hauszmann. Il s'établit à son compte en 1890 et réalise essentiellement des commandes publiques dans un style empreint d'historicisme et d'éclectisme. Son œuvre la plus célèbre est le Château de Vajdahunyad, construit pour les célébrations du millénaire en 1896, et qui intègre des références à l'architecture hongroise depuis le Moyen Âge jusqu'à l'époque baroque.

## Principales réalisations

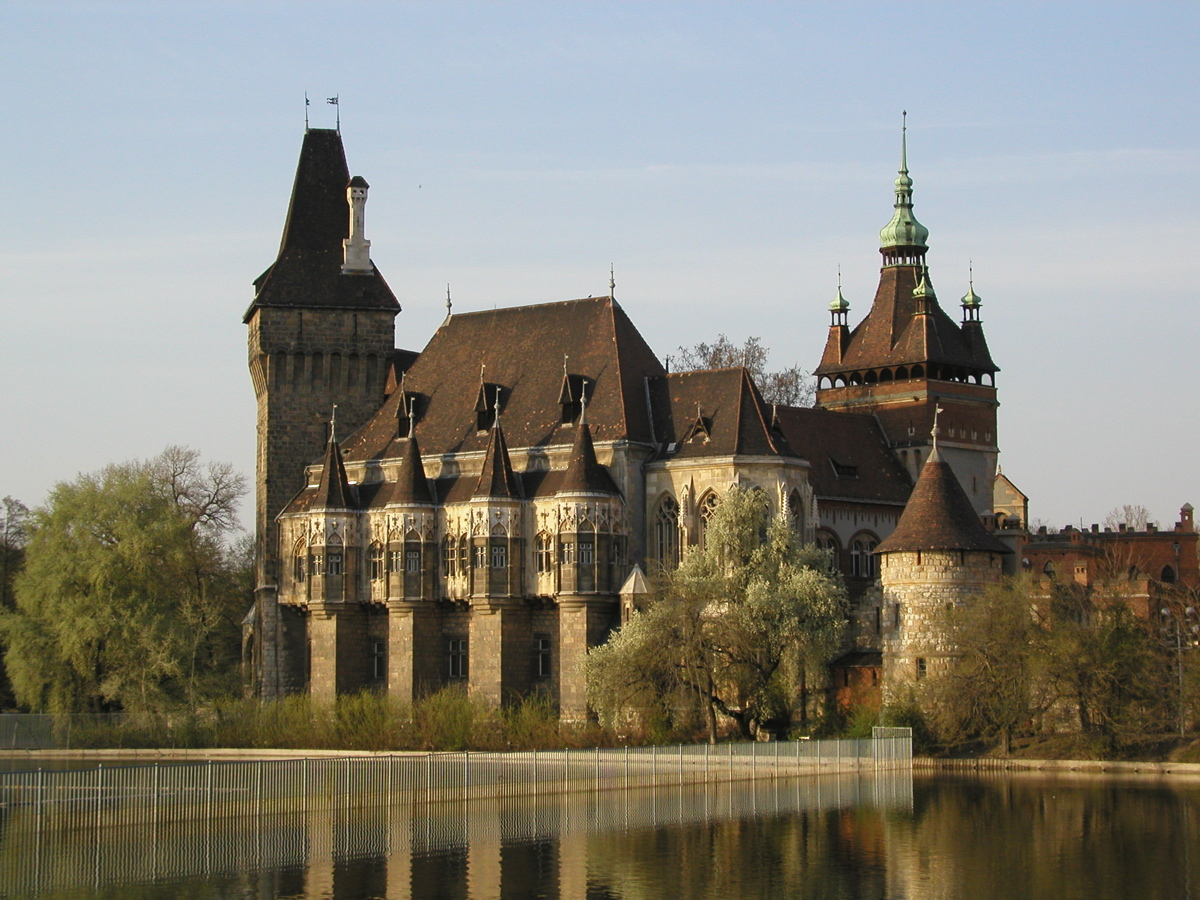
Château de Vajdahunyad

- Mairies : Sighişoara, Cluj, Deva, Nyíregyháza, etc.
- École : Eotvos College
- Églises : église réformée de Sighişoara, église réformée de Brașov (détruite en 1964)
- Bains : Băile Herculane
- Banques : Banque nationale hongroise, Budapest (1902–05) ; Banque nationale hongroise du commerce (longtemps siège du ministère des affaires étrangères) ; Banque hongroise générale de crédit (actuellement siège du ministère des finances) ; Première banque hongroise d'épargne (actuel bâtiment de la Bourse de Budapest)
- Ancien Palais de la Bourse de Budapest, racheté par un groupe hôtelier

## Postérité

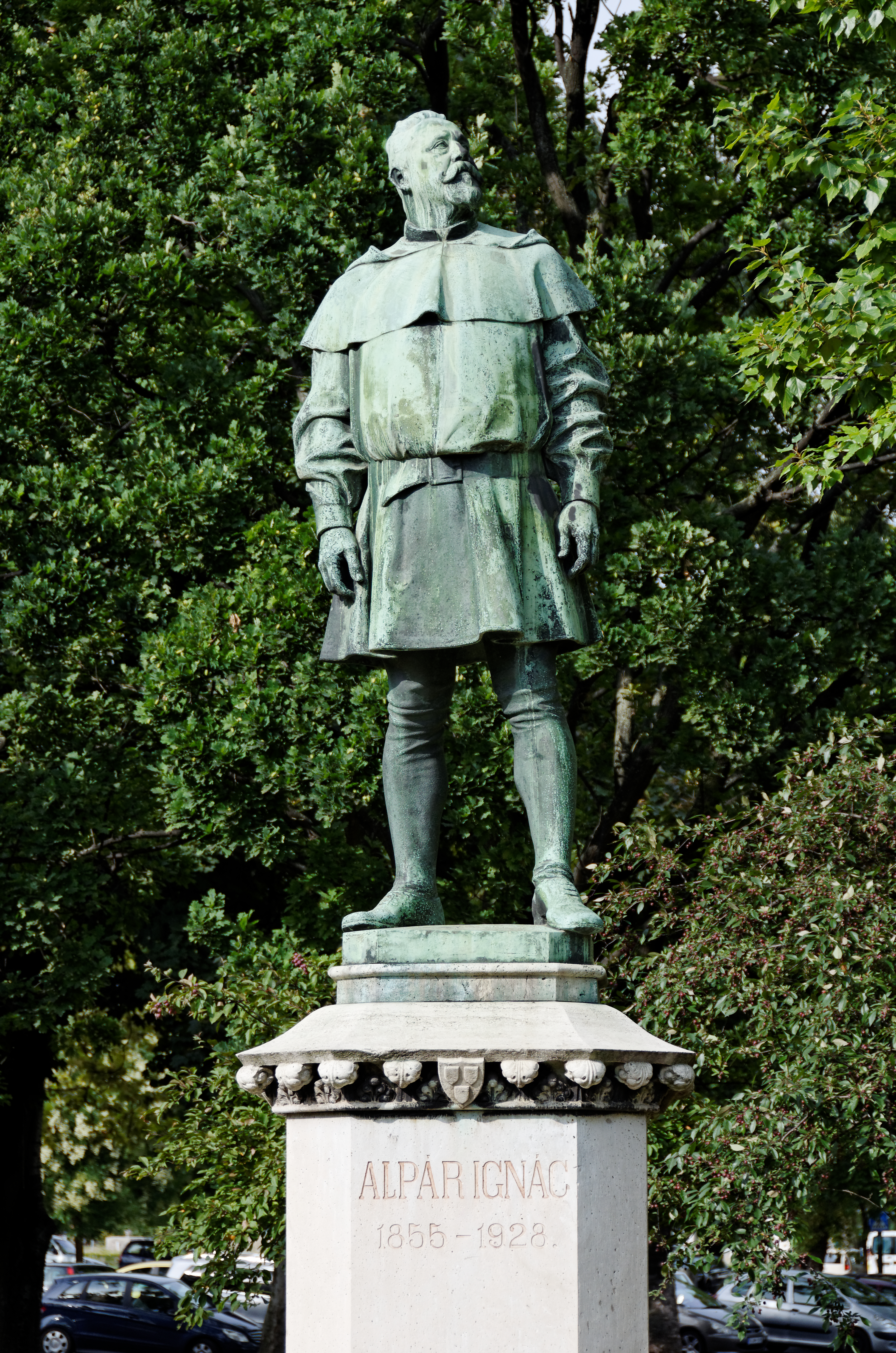
Statue par Ede Telcs représentant Ignác Alpár en habit de maître architecte du Moyen Âge

En 1958 la Société des architectes instaure un prix annuel Ignác Alpár